# Гуанахуато (муниципалитет)
Гуанахуато (исп. Guanajuato) — муниципалитет в Мексике, штат Гуанахуато, с административным центром в одноимённом городе. Численность населения, по данным переписи 2010 года, составила 171 709 человек.

## Общие сведения
Название Guanajuato с языка пурепеча можно перевести двояко: место на холмах или место обитания горных лягушек.
Площадь муниципалитета равна 1014 км², что составляет 3,31 % от общей площади штата, а наивысшая точка расположена в поселении Сан-Бартоло и равна 2703 метрам.
Гуанахуато граничит с другими муниципалитетами штата Гуанахуато: на севере с Сан-Фелипе, на востоке с Долорес-Идальго, на юге с Саламанкой и Ирапуато, на западе с Силао и Леоном.

## Учреждение и состав
Муниципалитет был образован в 1824 году, в его состав входит 224 населённых пункта, самые крупные из которых:
| Код INEGI | Населённый пункт                                                              | Численность населения (2005 год) | Численность населения (2010 год) |
| --------- | ----------------------------------------------------------------------------- | -------------------------------- | -------------------------------- |
| 015       | Всего                                                                         | 153364                           | 171709                           |
| 0001      | Гуанахуато (исп. Guanajuato) 21°01′04″ с. ш. 101°15′24″ з. д.                 | 70798                            | 72237                            |
| 0067      | Марфиль (исп. Marfil) 20°59′51″ с. ш. 101°17′08″ з. д.                        | 23076                            | 29375                            |
| 0126      | Ербабуэна (исп. Yerbabuena) 20°58′04″ с. ш. 101°16′24″ з. д.                  | 7690                             | 8399                             |
| 0111      | Санта-Тереса (исп. Santa Teresa) 20°57′54″ с. ш. 101°18′59″ з. д.             | 6242                             | 6998                             |
| 0102      | Сан-Хосе-де-Льянос (исп. San José de Llanos) 20°51′23″ с. ш. 101°18′39″ з. д. | 3093                             | 3732                             |
| 0115      | Ла-Сауседа (исп. La Sauceda) 20°53′54″ с. ш. 101°11′29″ з. д.                 | 2865                             | 3478                             |
| 0031      | Каньяда-де-Бустос (исп. Cañada de Bustos) 20°54′29″ с. ш. 101°18′49″ з. д.    | 2787                             | 3275                             |
| 0091      | Пуэнтесильяс (исп. Puentecillas) 20°55′56″ с. ш. 101°16′45″ з. д.             | 2382                             | 2799                             |
| 0034      | Капулин-де-Бустос (исп. Capulín de Bustos) 20°52′54″ с. ш. 101°18′43″ з. д.   | 1660                             | 2021                             |

## Экономика
По статистическим данным 2000 года, работоспособное население занято по секторам экономики в следующих пропорциях: сельское хозяйство, скотоводство и рыбная ловля — 5 %, промышленность и строительство — 29,4 %, сфера обслуживания и туризма — 60,1 %, прочее — 5,5 %.

## Инфраструктура
По статистическим данным 2010 года, инфраструктура развита следующим образом:
- электрификация: 97,7 %;
- водоснабжение: 90 %;
- водоотведение: 92,4 %.

## Достопримечательности
- Ла Валенсьяна —  католическая церковь эпохи чурригереско, основанная в XVIII веке в районе месторождений серебра.

## Фотографии
- Здание администрации
- Церковь в Минераль-де-ла-Лусе
- Университет Гуанахуато